# Philates szutsi
Philates szutsi är en spindelart som beskrevs av Benjamin 2004. Philates szutsi ingår i släktet Philates och familjen hoppspindlar. Inga underarter finns listade i Catalogue of Life.